# 廖联原
廖联原（1912年11月—2005年3月），别名石岗，男，壮族，广西贵县人，中华人民共和国政治人物，曾任中共广西壮族自治区党委统战部部长，广西壮族自治区政协副主席。